# I sans point point souscrit
À ne pas confondre avec Ị.
Ị (minuscule : ı̣), appelé I sans point point souscrit, est une lettre latine utilisée dans la translittération du chorasmien ou du tchaghataï.
Il s’agit de la lettre I sans point diacritée d’un point souscrit.

## Utilisation
L’I sans point point souscrit ‹ ı̣ › est utilisé dans le système de translittération du chorasmien ou du tchaghataï de Reşid Rahmeti Arat dans son édition du Qutadgu Bilig publiée en 1947 et représente la voyelle i non transcrite avec l’alphabet arabe. Celle-ci est transcrite avec le I tréma point souscrit ‹ ị̈ › par d’autres auteurs.

## Représentations informatiques
Le I sans point point souscrit peut être représenté avec les caractères Unicode suivants : 
- composé et normalisé NFC (latin étendu – A, diacritiques, latin étendu additionnel)[1],[2],[3] :

| formes    | représentations | chaînes de caractères | points de code | descriptions                                         |
| --------- | --------------- | --------------------- | -------------- | ---------------------------------------------------- |
| capitale  | Ị               | Ị                     | U+1ECA         | lettre majuscule latine i point souscrit             |
| minuscule | ı̣               | ı◌̣                    | U+0131 U+0323  | lettre minuscule latine i diacritique point souscrit |

- décomposé et normalisé NFD (latin de base, latin étendu – A, diacritiques) :

| formes    | représentations | chaînes de caractères | points de code | descriptions                                         |
| --------- | --------------- | --------------------- | -------------- | ---------------------------------------------------- |
| capitale  | Ị               | I◌̣                    | U+0049 U+0323  | lettre majuscule latine i diacritique point souscrit |
| minuscule | ı̣               | ı◌̣                    | U+0131 U+0323  | lettre minuscule latine i diacritique point souscrit |